# Ер-Жанибек
Ер-Жанибек, Жанибек Бердаулетулы (1714 — 1792, Восточный Казахстан) — казахский батыр, оратор. Происходит из рода жантекей племени керей.
Получил благословение для борьбы с джунгарами у Казыбек-бия. В одном из сражений спас Абылай-хана. Вместе с батырами Каракерей Кабанбаем, Канжыгалы Богенбаем, Кожаберген-батыром и другими участвовал в борьбе с Джунгарским ханством.
Когда в 1731 году хан Младшего жуза принял подданство России, Ер-Жанибек возглавив род керей, откочевал из Присырдарии в горы Калба (ныне Калбинский хребет) к озеру Зайсан. Затем прошёл через перевал в Алтайских горах. Этот перевал позднее был назван «Перевал Жанибека». В 1760 году Жанибек расселил род абак-кереев на этих землях Алтая, ныне относящихся к китайскому Синьцзяну. Ер-Жанибек прославился своими незаурядными качествами народного лидера и батыра — красноречьем и мудростью, храбростью, умением руководить. Умер в возрасте 80 лет.
Имя Ер-Жанибек стало ураном (боевым кличем) абак-кереев. Священный флаг батыра из тонкого белого шёлка шириной в сажень с красно-жёлтыми шёлковыми кистями был прикреплён на чёрное трёхсаженное копьё. По преданию это знамя Ер-Жанибеку вручил сам Аблай-хан. Стяг, хранившийся у 11-го потомка Ер-Жанибека в Чингильском районе Синьцзяна, стал в 1940 году флагом национально-освободительного восстания казахов под руководством Оспан-батыра в Китае.
Могила Ер-Жанибека находится в урочище Ортабулак Жарминского района Абайской области. Над могилой воздвигнут памятник. В микрорайоне Шыгыс в г. Усть-Каменогорске его именем названа улица.